# Fomblin
Fomblin è il nome commerciale di una serie di composti derivanti dalla fotoossipolimerizzazione del tetrafluoroetilene  prodotti in Italia da Solvay Specialty Polymers (ex Solvay Solexis). Questi composti furono scoperti alla fine degli anni '60 dai ricercatori del gruppo chimico italiano Montedison. 
I Fomblin sono polimeri sintetici a struttura polieterea, liquidi a temperatura ambiente e costituiti unicamente da fluoro, carbonio e ossigeno:
CF3O-[CF2-O-]n-[CF2-CF2O]m-CF2-OCF3
Il fomblin è un perfluoropolietere, cioè un composto caratterizzato dalla presenza di molti ponti eterei distribuiti in modo casuale. Esso non contiene idrogeno ed essendo completamente fluorurato ha una elevata stabilità termica e chimica. 
Inoltre questa classe di composti possiede :
- Solubilità bassa o nulla in acqua e nei più comuni solventi organici
- Resistività elettrica elevata
- Compatibilità con un ampio spettro di materiali (plastiche, metalli, elastomeri...)
- Buon indice di viscosità
- Infiammabilità nulla
- Intervallo molto esteso di temperature operative (-90 ; + 230 °C )
- Bassa volatilità
- Zero ODP
- Tossicità nulla

## Produzione
La reazione di produzione del perfluoropolietere Fomblin a partire da tetrafluoroetilene viene definita una fotoossipolimerizzazione e può essere schematizzata come segue
CF2=CF2 +O2 --hν--> CF3O-[CF2-O-]n-[CF2-CF2O]m-CF2-OCF2C(O)F + COF2
La reazione è di tipo radicalico e procede eliminando di tanto in tanto qualche molecola di fluoruro di carbonile.
In assenza di luce, invece del PFPE atteso si formano dei perfluoropoliperossidi utilizzabili per modificare la superficie di polimeri o per funzionalizzare materiali carboniosi   .
Il terminale acilico viene successivamente idrolizzato, decarbossilato e fluorurato
CF3O-[CF2-O-]n-[CF2-CF2O]m-CF2-OCF2C(O)F + H2O ----> CF3O-[CF2-O-]n-[CF2-CF2O]m-CF2-OCF2C(O)OH + HF
CF3O-[CF2-O-]n-[CF2-CF2O]m-CF2-OCF2C(O)OH --->  CF3O-[CF2-O-]n-[CF2-CF2O]m-CF2-OCF2H + CO2
CF3O-[CF2-O-]n-[CF2-CF2O]m-CF2-OCF2H +F2 ---> CF3O-[CF2-O-]n-[CF2-CF2O]m-CF2-OCF2F + HF

## Usi
I fluidi Fomblin vengono utilizzati in applicazioni ad alta tecnologia ove viene richiesta un'elevata stabilità termica, chimica, e resistenza alle radiazioni ionizzanti. Applicazioni tipiche sono:
- nel settore aerospaziale[5].
- Nella lubrificazione di compressori e pompe a contatto con ossigeno o forti ossidanti.
- Se miscelati con il PTFE formano dei grassi utilizzati come sigillanti nel campo dell'alto vuoto o come lubrificanti.
- Nella lubrificazione di motori elettrici (Lube for life).

Inoltre il Fomblin è usato dalla Rolex per aumentare l'aderenza  delle guarnizioni dei propri orologi tecnici.
Nel 1984 il Fomblin (allora messo a disposizione dalla Montedison) è stato utilizzato per recuperare il contenuto di una delle casseforti dal relitto inabissato del transatlantico Andrea Doria: Essendo più pesante dell'acqua, una volta iniettato all'interno, ha portato l'acqua contenuta verso l'alto così come il suo prezioso ed importante contenuto.